# Santino Pagano
Santino Pagano (Santa Lucia del Mela, 23 aprile 1936) è un politico italiano.

## Biografia
Si laurea in giurisprudenza, ma intraprende la carriera imprenditoriale. 
Viene eletto alla Camera, per la prima volta, nel 1992 con la Democrazia Cristiana. Con lo scioglimento della DC aderisce dapprima al CCD di Pier Ferdinando Casini, con il quale conferma il seggio a Montecitorio alle elezioni del 1994 e poi a quelle del 1996.  Nel 1998 aderisce all'Unione Democratica per la Repubblica e poi dal 1999 confluisce nell'Udeur di Clemente Mastella, e viene nominato sottosegretario di Stato per il tesoro, bilancio e programmazione nel secondo governo di Giuliano Amato (dal 27 aprile 2000 al 10 giugno 2001). Negli anni alla Camera ha fatto parte delle seguenti commissioni parlamentari: Finanze; Bilancio e tesoro; Cultura. Conclude il proprio mandato parlamentare nel 2001.

### Procedimenti giudiziari
È stato coinvolto in un procedimento giudiziario in cui gli si accusava di aver tentato di corrompere un maresciallo dei carabinieri, Biagio Gatto, per far sì che il militare testimoniasse contro un avvocato, Ugo Colonna, nel processo Caso Messina che si stava svolgendo a Catania.
Nel maggio 2010 la Corte di Appello di Catania assolve Pagano.